# Willi Hofmann
Willi Hofmann   (Zúric, 27 de desembre de 1940) fou un pilot de bob suís que va competir durant la dècada de 1960.
El 1968 va prendre part en els Jocs Olímpics d'Hivern de Grenoble, on va guanyar la medalla de bronze en la prova de bobs a 4 del programa de bob. Va formar equip amb Hans Candrian, Jean Wicki i Walter Graf.
En el seu palmarès també destaca una medalla d'or al Campionat d'Europa de bob.